# Fun Factory (Band)
Fun Factory ist der Name mehrerer Dancefloor-Gruppen aus Deutschland, die nacheinander seit 1992 mit unterschiedlichen Besetzungen in Erscheinung getreten sind.

## Geschichte
Das Projekt Fun Factory wurde 1990 von Rainer Kesselbauer ins Leben gerufen. 1992 erfolgte die erste Besetzung mit den vier Musikern Balja, Steve, Rod D. und Smooth T. Ihre erste erfolgreiche Single landeten sie mit Groove Me im Jahr 1993. Im darauf folgenden Jahr erschien auch ihr erstes Album. Bevor das Quartett das nächste Album veröffentlichte, wurde Balja als weibliches Gesicht der Gruppe durch das französische Model Marie-Anett Mey ersetzt. Balja sang jedoch weiterhin die Titel. Mit ihrem zweiten Album Fun-Tastic (1995) wurden sie europaweit bekannt und konnten sogar in den USA in den Charts landen. Im Jahr 1996 veröffentlichte Fun Factory das Best-of-Album „All Their Best“, noch im selben Jahr verließen Smooth T. und Rod D. die Gruppe und Fun Factory löste sich auf. Die beiden verbliebenen Mitglieder gründeten mit dem Sänger Ray Horton das Nachfolgeprojekt „Fun Affairs“, konnten jedoch nicht an die alten Erfolge anknüpfen.
Im Jahr 1998 entstand unter dem Namen Fun Factory eine Gruppe mit neuer Besetzung: Al Walser, Annett Möller, Lian Ross (Josephine Hiebel) und T-Roc (Terrance Lamont Croom). Das erste Album Next Generation verkaufte sich 100.000 Mal. Der Erfolg der Band beschränkte sich hauptsächlich auf den asiatischen Raum. Im Jahr 2002 erschien mit ABC of Music das zweite und letzte Album der neuen Formation, die sich nach mäßigem Erfolg der Platte ebenfalls auflöste.
Im Sommer 2008 startete eine Neuauflage von Fun Factory durch den Bremerhavener Musikproduzenten Rekardo Heilig. Die Gruppe bestand zunächst aus Rapper Douglas, Sänger und Rapper DGS, Sängerin Diana und der Tänzerin/Sängerin Jenna. 2008 erschien die Single Be Good to Me, im selben Jahr trat die Gruppe im ZDF-Fernsehgarten mit Fiesta de Samba auf. 2009 veröffentlichte das Projekt mit veränderter Besetzung das Musikvideo zur Single Uh la la und trat beim Konzert We love the 90’s – Part 2 in der König-Pilsener-Arena Oberhausen auf. 2013 veröffentlichte die Plattenfirma „ZYX Music“ die Single On Top of the World. 2014 erschien B’ Bang Bang.
Am 7. August 2015 wurden Künstler wie Balca Tözün, Toni Cottura, Steve (Stephan Browarczyk) und Anthony Freeman unter der Markenlizenz von Rekardo Heilig für Fun Factory neu verpflichtet und mit „Let's Get Crunk“ wurde die neue Fun Factory-Reunion-Single veröffentlicht. Am 5. August 2016 wurde dann ein neues Album Fun Factory „Back To The Factory“ mit alten und neuen Songs über die Plattenfirma Kontor durch den Produzenten und Markeninhaber Rekardo Heilig und die Künstler Balca Tözün, Toni Cottura, Steve (Stephan Browarczyk) und Anthony Freeman veröffentlicht und es folgten diverse TV-Kampagnen hierzu. Live-Konzerte und TV-Auftritte fanden unter der Markenlizenz von Rekardo Heilig international auch in unterschiedlichen Besetzungen statt. Am 19. Februar 2021 wurde die vorerst letzte Single „Memories“ in Zusammenarbeit mit Team 33 Music S.L. und Luis Rodriguez für Fun Factory veröffentlicht. Noch im gleichen Jahr kündigte der Produzent und Markeninhaber die Zusammenarbeit fristlos mit den Künstlern Balca Tözün, Toni Cottura, Steve (Stephan Browarczyk) und Anthony Freeman sowie mit der Booking Agentur von Roland Stasch „Roland Events“ (Tour Management). Aktuell sind die Künstler Jasmin, Douglas und DGS zurück ins Projekt Fun Factory verpflichtet worden und arbeiten derzeit gemeinsam mit dem Produzenten Rekardo Heilig, Luis Rodriguez und Team 33 Music S.L. an der neuen Single, die bisher nicht erschien. 
Im Jahr 2024 formierte sich wiederholt die Besetzung mit Balca Tözün, Toni Cottura, Steve (Stephan Browarczyk) und Ski (Anthony Freeman) als Fun Factory. Im Dezember 2024 erschien die neue Single "Come On Eileen" und anschließend im Januar 2025 die neue Single "Balkan Power". 
Im April 2025 erschien "Close To You (NATYS Remix)".

## Diskografie

### Studioalben
| Jahr | Titel                 | Höchstplatzierung, Gesamtwochen, AuszeichnungChartplatzierungen (Jahr, Titel, Platzierungen, Wochen, Auszeichnungen, Anmerkungen) | Höchstplatzierung, Gesamtwochen, AuszeichnungChartplatzierungen (Jahr, Titel, Platzierungen, Wochen, Auszeichnungen, Anmerkungen) | Höchstplatzierung, Gesamtwochen, AuszeichnungChartplatzierungen (Jahr, Titel, Platzierungen, Wochen, Auszeichnungen, Anmerkungen) | Anmerkungen                             |
| Jahr | Titel                 | DE | AT | CH | Anmerkungen                             |
| ---- | --------------------- | --- | --- | --- | --------------------------------------- |
| 1994 | Non Stop! – The Album | DE41 (8 Wo.)DE | — | — | Erstveröffentlichung: 24. April 1994    |
| 1995 | Fun–Tastic            | DE43 (17 Wo.)DE | AT49 (2 Wo.)AT | CH36 (6 Wo.)CH | Erstveröffentlichung: 13. November 1995 |
| 1999 | Next Generation       | — | — | — | Erstveröffentlichung: 19. Juli 1997     |
| 2002 | ABC Of Music          | — | — | — | Erstveröffentlichung: 21. August 2002   |
| 2016 | Back To The Factory   | — | — | — | Erstveröffentlichung: 5. August 2016    |

### Kompilationen
- 1996: All Their Best

### Singles
| Jahr | Titel Album                            | Höchstplatzierung, Gesamtwochen, AuszeichnungChartplatzierungen (Jahr, Titel, Album, Platzierungen, Wochen, Auszeichnungen, Anmerkungen) | Höchstplatzierung, Gesamtwochen, AuszeichnungChartplatzierungen (Jahr, Titel, Album, Platzierungen, Wochen, Auszeichnungen, Anmerkungen) | Höchstplatzierung, Gesamtwochen, AuszeichnungChartplatzierungen (Jahr, Titel, Album, Platzierungen, Wochen, Auszeichnungen, Anmerkungen) | Höchstplatzierung, Gesamtwochen, AuszeichnungChartplatzierungen (Jahr, Titel, Album, Platzierungen, Wochen, Auszeichnungen, Anmerkungen) | Höchstplatzierung, Gesamtwochen, AuszeichnungChartplatzierungen (Jahr, Titel, Album, Platzierungen, Wochen, Auszeichnungen, Anmerkungen) | Anmerkungen                                                                         |
| Jahr | Titel Album                            | DE | AT | CH | UK | US | Anmerkungen                                                                         |
| ---- | -------------------------------------- | --- | --- | --- | --- | --- | ----------------------------------------------------------------------------------- |
| 1994 | Close to You Non Stop! – The Album     | DE19 (15 Wo.)DE | — | — | UK97 (1 Wo.)UK | US46 (20 Wo.)US | Erstveröffentlichung: Juli 1994                                                     |
| 1994 | Take Your Chance Non Stop! – The Album | DE18 (14 Wo.)DE | — | CH37 (4 Wo.)CH | — | US88 (12 Wo.)US | Erstveröffentlichung: August 1994                                                   |
| 1994 | Pain Non Stop! – The Album             | DE24 (12 Wo.)DE | AT25 (3 Wo.)AT | — | — | — | Erstveröffentlichung: 27. Oktober 1994                                              |
| 1995 | I Wanna B With U Fun–Tastic            | DE11 (25 Wo.)DE | AT18 (12 Wo.)AT | — | — | US45 (20 Wo.)US | Erstveröffentlichung: 20. April 1995                                                |
| 1995 | Celebration Fun–Tastic                 | DE12 (21 Wo.)DE | — | — | — | US— aUS | Erstveröffentlichung: 17. August 1995                                               |
| 1995 | Doh Wah Diddy Fun–Tastic               | DE6 Gold · (16 Wo.)DE | AT11 (12 Wo.)AT | — | — | — | Erstveröffentlichung: 15. Dezember 1995 Verkäufe: + 250.000; Original: The Exciters |
| 1996 | Love Message –                         | DE4 (20 Wo.)DE | — | — | — | — | Erstveröffentlichung: Februar 1996 als Teil des Charity-Projekts Love Message       |
| 1996 | Don’t Go Away Fun–Tastic               | DE37 (15 Wo.)DE | AT31 (4 Wo.)AT | — | — | US93 (4 Wo.)US | Erstveröffentlichung: 11. April 1996                                                |
| 1996 | I Love You Fun–Tastic                  | — | AT40 (1 Wo.)AT | — | — | — | Erstveröffentlichung: 24. Oktober 1996                                              |

Weitere Singles
| - 1990: Fun Factory’s Theme - 1991: Vol. 2 – Double A-Side - 1992: Fun Factory’s Theme - 1993: Groove Me - 1994: Love Of My Life - 1995: Prove Your Love - 1997: Oh Yeah Yeah (I Like It) / We Are The World - 1998: Party With Fun Factory - 1999: House Of Love - 1999: Get The Rhythm - 1999: Next To You - 1999: Sha-La-La-La-La - 1999: Wish (als FF) - 1999: Next Generation - 2001: Self Control - 2001: Drum Factory 2001 | - 2002: Tam Tam Taram Tam - 2002: Simple Song - 2002: I Swear - 2002: I’ll Be There - 2003: Let It Happen - 2008: Be Good To Me - 2010: Shut Up! - 2013: On Top Of The World - 2014: B’ Bang Bang - 2015: Let’s Get Crunk - 2016: Turn It Up - 2020: Oh Yaah - 2021: Memories - 2023: Uh La La - 2024: Come On Eileen - 2024: Balkan Power - 2025: Close To You (NATYS Remix) |

## Auszeichnungen für Musikverkäufe
| Goldene Schallplatte - Taiwan - 1997: für das Album All Their Best |

Anmerkung: Auszeichnungen in Ländern aus den Charttabellen bzw. Chartboxen sind in ebendiesen zu finden.
| Land/RegionAuszeichnungen für Musikverkäufe (Land/Region, Auszeichnungen, Verkäufe, Quellen) | Gold     | Platin | Verkäufe | Quellen           |
| -------------------------------------------------------------------------------------------- | -------- | ------ | -------- | ----------------- |
| Deutschland (BVMI)                                                                           | Gold1    | —      | 250.000  | musikindustrie.de |
| Taiwan (RIT)                                                                                 | Gold1    | —      | 53.365   | rit.org.tw        |
| Insgesamt                                                                                    | 2× Gold2 | —      |          |                   |

## Künstlerauszeichnungen
- 1996: RSH-Gold in der Kategorie „Deutschproduzierte Regionale Band des Jahres“[2]
- 2009: Steaua de Mare
- 2011: Lifetime Music Award